# Качалов, Николай Николаевич
Николай Николаевич Качалов (8 [20] июня 1883, Дрезден, Германия — 19 июня 1961, Ленинград, СССР) — химик-технолог, специалист в области оптического стекла, один из первых российских разработчиков технологии его варки и основатель теории его холодной обработки (шлифовки и полировки), организатор науки и производства, организатор художественного стеклоделия. Лауреат Сталинской премии второй степени (1947), член-корреспондент АН СССР (1933).

## Биография
Учёный происходил из старинного русского дворянского рода Качаловых. Отец — Николай Николаевич Качалов (1852—1909) — действительный статский советник, был губернатором Архангельской губернии (1905—1907).
Дед, Николай Александрович Качалов (1818—1891) — тайный советник, директор Департамента таможенных сборов Министерства финансов, также был архангельским губернатором (1869—1870).
Мать — Ольга Львовна, урождённая Блок (1861—1900). Приходилась родной сестрой профессору А. Л. Блоку, отцу поэта Александра Блока.
В браке с 1910 года, супруга — Елизавета Ивановна Тиме (1884—1968), актриса. Детей не было.
Детство будущего учёного прошло в имении Хвалевское, Борисово-Судское на Вологодчине. Дружил с певцом Леонидом Собиновым, скульптором Верой Мухиной, писателем Алексеем Толстым, артистом В. Качаловым, был знаком с наркомом просвещения А. Луначарским и многими другими выдающимися деятелями той эпохи.
- 1900 — окончил реальное училище.
- 1911 — окончание Горного института.
- 1911—1923 — сотрудник технологической группы (с 1916 — технический руководитель) Петроградского фарфорового завода.
- 1914—1918 — работал над технологией производства оптического стекла; консультации в Англии (1916); руководил постройкой на заводе в Петрограде цеха оптического стекла.
- 1923—1930 — один из организаторов строительства Завода оптического стекла, в дальнейшем — технический руководитель завода; появление завода позволило в 1926 году получить первое советское оптическое стекло, а в 1927 году отказаться от импорта; сотрудник Петроградского (Ленинградского) научно-исследовательского института керамики.
- 1930 — начальник научного сектора Всесоюзного объединения оптико-механической промышленности.
- 1930—1958 — заведующий основанной им первой в стране кафедрой стекла Ленинградского технологического института (ЛТИ); 1937 — заместитель директора по учебной и научной работе ЛТИ.
- 1930 — доктор технических наук, профессор.
- 1931 — сотрудник опытного стеклозавода, начальник лаборатории, с 1932 — заместитель директора, с 1937 — руководитель.
- 1931 — профессор, один из основателей научной школы ЛИТМО; в 1930-40-е годы — читает разработанный им курс «Технология оптического стекла», руководит аспирантами.
- 1933 — избран членом-корреспондентом АН СССР.
- 1937 — научный консультант Государственного оптического института.
- 1948—1961 — один из основателей Института химии силикатов АН СССР; 1948—1951 — заместитель директора; 1951—1961 — заведующий лабораторией холодной обработки силикатов[7][8].

Похоронен на «Литераторских мостках» Волковского кладбища. Надгробие (скульпторы В. Г. Козенюк, В. Л. Рыбалко, архитектор А. И. Прибульскимй) создано в 1963 году.

## Научная деятельность
Основные научные интересы Н. Н. Качалова касались теории стеклоделия, варки и холодной обработки оптического стекла (шлифовки и полировки). Одним из первых им дано подробное изложение физико-химических основ важнейших технологических процессов стекольного производства. Значителен вклад учёного и в области исследований огнеупоров, художественного стекла и фарфора.
Николай Николаевич Качалов был одним из организаторов и руководителем исследований и производства оптического стекла, о чём он рассказал в своей книге «Стекло».

### Первое оптическое стекло России
Технология оптического стекла принадлежит к числу наиболее сложных, что вызвано чрезвычайно высокими требованиями к его качеству — прозрачности и чистоте. Вещество этого материала относится к самым однородным средам в природе, так, к примеру, дистиллированная вода с открытой поверхностью испарения менее однородна.
Только в конце 19-го столетия теория и практика оптики получила заметное развитие. Благодаря исследованиям Э. Аббе технология оптического стекла вышла на новый уровень. Э. Аббе открыл с К. Цейсом в Иене завод с первоклассной лабораторией, которую заложил и возглавил Отто Шотт (нем. Glastechnische Laboratorium Schott & Genossen). Исследуя влияние различных элементов на оптические характеристики стёкол — соединений бора и бария, О. Шотт получил состав нескольких приемлемых категорий оптических стёкол (боро-силикатный крон, бариевый крон, кремний-бариевые стёкла).
В начале XX века оптическое стекло, лучшее для того времени по своим характеристикам, умели варить только на трёх заводах в мире: Отто Шотта, Парра-Мантуа (фр. Parra-Mantois) во Франции и братьев Ченс (англ. Chance) в Англии. Производство и рецептуры хранились в строжайшем секрете, и, как пишет Н. Н. Качалов, «нельзя было найти ни одного человека — ни у нас, ни за границей — ни одной книжки — ни русской ни иностранной, — которые могли бы раскрыть в какой-либо степени эту тайну».
С началом Первой мировой войны Россия, по словам академика Д. С. Рождественского, «осталась без глаз» — оптика приобреталась в Германии… Требовалась срочная организация производства оптического стекла, причём в этом деле можно было полагаться только на собственные силы.
На Петроградском фарфоровом и стеклянном заводах, где Н. Н. Качалов был техническим руководителем, с 1914 года были начаты опыты. С лета исследовательскую группу возглавила авторитетная коллегия, в которую вошли академик Н. С. Курнаков, профессора Д. С. Рождественский, В. Е. Тищенко и В. Е. Грум-Гржимайло. Заведующим отделом стал молодой сотрудник кафедры химии Электротехнического института И. В. Гребенщиков. Однако старания были тщетны — два года работы не дали результатов, решить задачи в кратчайшие сроки не представлялось возможным.
В январе 1916 года военное министерство Англии отказало в предоставлении технологии, во Франции владелец фирмы Парра-Мантуа, незадолго перед тем потерявший под Верденом сына, единственного помощника в варке стекла, несмотря на увещевания президента Р. Пуанкаре, указал на дверь… На обратном пути, который лежал через Лондон, Н. Н. Качалову удалось получить согласие на приобретение за 600 тысяч рублей золотом у братьев Ченс, владельцев Бирмингемского завода оптического стекла, технологической документации: цифровых данных, чертежей и инструкций, и по возвращении в Россию, — приступить к проектированию завода.
В течение лета 1916 года была закончена постройка цеха. В это время в Англии И. В. Гребенщиков с группой рабочих изучал технологию. Осенью было начато производство по английскому методу, но небольшие партии полученного стекла оказались невысокого качества.
События 1917 года свели на нет все усилия — сырьё и топливо стало поступать с перебоями, однако работы продолжались вплоть до 1920 года, когда производство было окончательно остановлено и цех был законсервирован.
Вернуться к работе учёные смогли только в 1923 году. Во многом началу работ способствовали выступления и обращения директора Государственного оптического института Д. С. Рождественского к руководству ВСНХ, в том числе его «Записка об оптическом стекле», написанная в 1922 году и опубликованная в Трудах ГОИ в 1932 году. В кратчайшие сроки (декабрь 1923 — январь 1924) завод был расконсервирован, в феврале 1924 года производство было восстановлено, а через полтора года отдельными сортами стекла советская оптико-механическая промышленность уже могла удовлетворять некоторую часть потребности страны. Выступая на Первом научно-техническом совещании по вопросам оптической промышленности, Д. С. Рождественский сказал: «Приехавшим из Москвы как-то не верилось, что в руках Н. Н. Качалова живой труп ЛенЗОСа сразу встал на ноги и сразу зашагал. Думали, что это будет стадия эксперимента, сомневались, критиковали. Все нападки удалось опровергнуть самым решительным образом. Стекло удовлетворительное» (цит. по).
В 1925 году возникли проблемы с извечным врагом «стекольщиков» — «мошкой», мельчайшими, едва заметными пузырьками, возникающими в материале в процессе варки. Был усилен состав бригады — в научную группу были включены А. А. Лебедев, А. И. Тудоровский, И. В. Обреимов, А. И. Стожаров и другие. Молодой ещё физик В. А. Фок делал математические расчёты движения жидкости.
В технологию были внесены изменения, продиктованные методикой, предложенной ещё в 1918 году американским физиком Т. Г. Мореем, но отвергнутой полагавшимися на традиционные приёмы варки стёкол специалистами; изменения эти подразумевали размешивание массы не в конце процесса, а в самом начале — когда горшок заполняется едва расплавившейся шихтой. Нововведение сказалось на результатах. После ряда опытов и доработок метода, первое советское стекло высокого качества было получено. Произошло это в ночь с 5 на 6 июня 1926 года, а годом позже СССР прекратил масштабный импорт стекла.

## Награды и признание
- Орден Ленина — 1953
- Орден Трудового Красного Знамени (1943, 1944)
- Орден Красной Звезды — 1945
- Лауреат Сталинской премии второй степени — 1947.
- Медаль «За доблестный труд в Великой Отечественной войне 1941—1945 гг.», — медали, грамоты и другие награды.

## Адреса в Санкт-Петербурге
- 1911—1913 — 3-я линия, 10;[15]
- 1913—1941, 1945—1961 — Знаменская улица (Восстания с 1923) , 6.

## Память
- В его честь в 1965 году улица в Невском районе Санкт-Петербурга получила название улица Профессора Качалова.

### Мемориальные доски
- Улица Восстания, дом 6. В 1964 году была открыта мемориальная доска (скульптор Н. А. Соколов, архитектор В. Д. Попов с текстом: «В этом доме с 1911 по 1961 год жил член-корреспондент Академии наук СССР Николай Николаевич Качалов — крупный ученый-технолог, организатор производства оптического стекла в СССР»[16].
- Набережная Макарова, дом 2. На здании Института химии силикатов РАН в 1964 году была открыта мемориальная доска (архитектор А. П. Миловзоров) с текстом: «Здесь работал с 1948 г. по 1961 г. член-корреспондент АН СССР Николай Николаевич Качалов»[17].
- Московский проспект, дом 26. На здании силикатного факультета Технологического институту в 1978 году была открыта мемориальная доска с текстом: «Здесь в 1930—1961 гг. работал выдающийся ученый в области технологии стекла член-корреспондент АН СССР, профессор Н. Н. Качалов»[18].
- Улица Профессора Качалова, дом 1[7].